# Tylaster willei
Tylaster willei is een zeester uit de familie Poraniidae.
De wetenschappelijke naam van de soort werd in 1881 gepubliceerd door Daniel Cornelius Danielssen & Johann Koren.